# Гелен Джонстон
Гелен Ф. Джонстон (1891  — 1969 ) — американська лікарка, президент Американської асоціації медичних жінок (1946-1947), президент Altrusa International (1928-1929).

## Ранній життєпис та навчання
Гелен Джонстон народилася 1891 року в Коламбус-Сіті, штат Айова, у родині Руфуса Шермана Джонстона та Луїзи Колтон Джонстон. Її батько працював у органах місцевої та державної влади. Здобула ступінь бакалавра в Університеті Дрейка в 1913 році, навчалася в медичній школі в Університеті Айови та закінчила у 1919 році Медичний коледж Корнельського університету. Була членом жіночого товариства Delta Zeta.

## Кар'єра
З 1920 по 1959 рік Джонстон вела приватну практику внутрішньої медицини в Де-Мойні, штат Айова, спеціалізуючись на жіночому здоров'ї та педіатрії. На початку 1920-х років вона працювала в дитячих клініках в Університеті штату Айова відповідно до положень Закону Шеппарда-Таунера. Пізніше, у 1920-х роках, обиралася головою національної охорони здоров'я Дельта-Зета. Також обіймала посаду президента Американської асоціації медичних жінок з 1946 по 1947 рік. Крім того, працювала радником Міжнародної асоціації медичних жінок, брала участь у міжнародних конференціях групи у Швеції (1934), Нідерландах (1947), Франції (1952), Англії (1958), Німеччині (1960) та Філіппіни (1962).
Джонстон обіймала посаду голови Національної жіночої партії штату Айова в 1924 році Вона була обрана дев'ятим національним президентом «Altrusa International» у 1928 та 1929 роках і багато років після цього залишалася причетною до організації. Вона також працювала в Консультативному комітеті оборони з питань жінок на службі з 1954 по 1957 рік У 1956 році Гелен Джонстон було названо «Жінкою року в штаті Айова», а в 1957 році — «Жінкою року» від «Delta Zeta».

## Особисте життя та спадщина
Гелен Джонстон перенесла операцію на хребті в 1962 році і покинула Де-Мойн у 1964 році, щоб жити зі своєю подругою, місіс. Артур Тернер у Сан-Сіті, Каліфорнія. Вона померла там у 1969 році від раку на 79 році життя. Її будинок у Де-Мойн, побудований в 1938 році, досі є яскравим прикладом сучасної архітектури в цьому місті, тепер відомому як будинок Гелен Джонстон.